# Camlough
Camlough (Iers: Camloch) is een plaats in het Noord-Ierse County Armagh. Camlough telt 897 inwoners. Van de bevolking is 1,2% protestant en 98,8% katholiek.

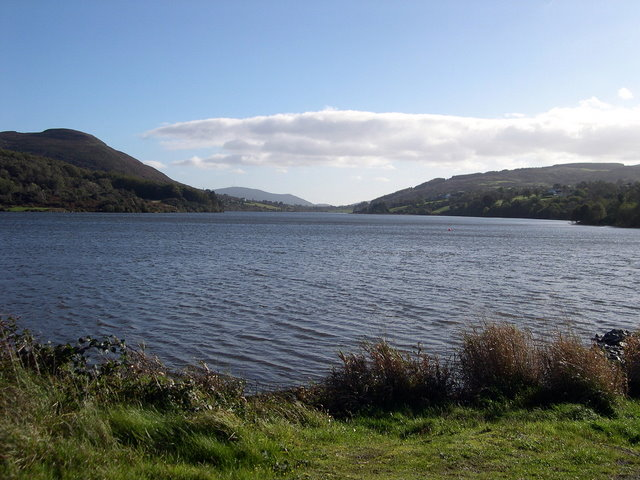